# Ring-A-Ling
Ring-A-Ling es una canción proveniente del álbum de estudio The E.N.D y contiene ritmos Electro hop y Electro, además esta canción cuenta con la ausencia del rapero Taboo y un Auto-Tune (la aplicación favorita del grupo) en cada una de sus voces. Además de estar algo alejada a las demás canciones del álbum.
Con varios tonos Electro-Hop, Hip-Hop y toques Pop y Dance esta canción es una de las más votadas por la audiencia y ser una de las favoritas del grupo.

## Composición
Teniendo como tema central las llamadas de amor que hay entre todas las parejas, comenzando con varios tonos y holas en la melodía. Los Peas nos hablan de las citas y todos los planes que se preparan y como comienzan las historias con las llamadas telefónicas, y como se mantienen en contacto a través del teléfono.

## Repartición de voces
Con la colaboración del ya mencionado Auto-Tune los miembros de reparten la canción de esta manera:
- Will.i.Am = Verso 1, Coros, Puente

- Fergie = Coros

- Apl.de.Ap = Verso 2

- Taboo = Ausente

## Duración
8.- Ring-A-Ling - 3:37 (Descarga Digital)
8.- Ring-A-Ling - 3:37 (CD)
- Datos: Q6108970